# Джбейна
Джбейна (мальт. Ġbejna, мн. ч. мальт. ġbejniet) — национальный вид мальтийского сыра из козьего или овечьего молока, соли и сычужного фермента. Сыродельческим регионом Республики Мальта считается остров Гоцо. Название сыра «Ġbejna» — защищённое региональное название в ЕС.

## Приготовление
Сыр готовят как из пастеризованного, так и из непастеризованного молока овец или коз. Сыр выкладывают в специальные формы, которые раньше делали из камыша, а теперь из пластика, и высушивают на сквозняке. Существует три основные разновидности джбейны: свежий (мальт. ġbejniet friski), сушёный (мальт. ġbejniet moxxi) и с перцем (мальт. ġbejniet tal-bżar). Свежий сыр хранится в сыворотке и очень похож по вкусу и текстуре на итальянскую моцареллу. Сушёный сыр имеет пикантный вкус с нотками мускатного ореха. Сыр в молотом чёрном перце обычно хранится в оливковом масле или специальном маринаде, и чем дольше выдерживается сыр, тем пикантнее и острее становится его вкус.

## В мальтийской кухне
Джбейна используется как вкусовая добавка при приготовлении соусов, он входит в состав национального мальтийского блюда — «вдовий суп» (мальт. soppa tal-armla) и из него делают начинку для мальтийского хлеба хобз биз-зэйт (мальт. ħobż biż-żejt). Этот сыр часто подают к спагетти и используют при приготовлении пиццы.